# ㅂ
ㅂ(비읍)은 한글의 자음 중 여섯 번째 자음이다.
현재 한국어에서는 양순 파열음을 나타내며, 낱말 처음에 올 경우 무성 양순 파열음(안울림소리)[ p⁽ʰ⁾ ], 낱말 중간 유성음 사이에 올 경우 유성 양순 파열음(울림소리)[ b ]이 된다. 받침에 올 경우 양순 불파음[ p ̚ ]이 된다.
훈민정음에 따르면 ㅂ이 나타내는 소리는 입술소리이며, 입술의 모양을 본딴 ㅁ에 획을 더해서 만들어졌다.

## 코드 값
| 종류                  | 종류           | 글자 | 유니코드 | HTML     |
| --------------------- | -------------- | ---- | -------- | -------- |
| 한글 호환 자모        | 한글 호환 자모 | ㅂ   | U+3142   | &#12610; |
| 한글 자모 영역        | 첫소리         | ᄇᅠ   | U+1107   | &#4359;  |
| 한글 자모 영역        | 끝소리         | ᅟᅠᆸ   | U+11B8   | &#4536;  |
| 한양 사용자 정의 영역 | 첫소리         |   | U+F7AE   | &#63406; |
| 한양 사용자 정의 영역 | 끝소리         |   | U+F8B9   | &#63673; |
| 반각                  | 반각           | ﾲ    | U+FFB2   | &#65458; |

## 같이 보기
- ㅃ
- ㅸ
- 한글

ㄷ